# إبيتاسيو بيسوا
إبيتاسيو بيسوا (بالبرتغالية: Epitácio Lindolfo da Silva Pessoa) رئيس البرازيل الحادي عشر، حكم البرازيل للفترة 1919-1922 خلفاً للرئيس ديلفيم موريرا.
جاء بعده الرئيس أرتر برنارديس.